# Ghost Town (Adam Lambert)
"Ghost Town" is een single van de Amerikaanse zanger Adam Lambert van zijn derde studioalbum The Original High, dat in 2015 uitkwam. Het kwam uit als de leadsingle van het album op 21 april 2015. Sinds het uitkomen van de single, werd het een groot commercieel succes en was "Ghost Town" vaak op de Amerikaanse radiostations te horen.

## Videoclip
De bijhorende videoclip is geregisseerd door Hype Williams en kwam uit op 29 april 2015.  

## Hitnoteringen

### Nederlandse Top 40
| Hitnotering: 30-05-2015 t/m 14-11-2015 | Hitnotering: 30-05-2015 t/m 14-11-2015 | Hitnotering: 30-05-2015 t/m 14-11-2015 | Hitnotering: 30-05-2015 t/m 14-11-2015 | Hitnotering: 30-05-2015 t/m 14-11-2015 | Hitnotering: 30-05-2015 t/m 14-11-2015 | Hitnotering: 30-05-2015 t/m 14-11-2015 | Hitnotering: 30-05-2015 t/m 14-11-2015 | Hitnotering: 30-05-2015 t/m 14-11-2015 | Hitnotering: 30-05-2015 t/m 14-11-2015 | Hitnotering: 30-05-2015 t/m 14-11-2015 | Hitnotering: 30-05-2015 t/m 14-11-2015 | Hitnotering: 30-05-2015 t/m 14-11-2015 | Hitnotering: 30-05-2015 t/m 14-11-2015 |
| Week:                                  | 1                                      | 2                                      | 3                                      | 4                                      | 5                                      | 6                                      | 7                                      | 8                                      | 9                                      | 10                                     | 11                                     | 12                                     | 13                                     |
| -------------------------------------- | -------------------------------------- | -------------------------------------- | -------------------------------------- | -------------------------------------- | -------------------------------------- | -------------------------------------- | -------------------------------------- | -------------------------------------- | -------------------------------------- | -------------------------------------- | -------------------------------------- | -------------------------------------- | -------------------------------------- |
| Positie:                               | 34                                     | 31                                     | 29                                     | 21                                     | 18                                     | 10                                     | 8                                      | 8                                      | 7                                      | 6                                      | 6                                      | 6                                      | 8                                      |
| Week:                                  | 14                                     | 15                                     | 16                                     | 17                                     | 18                                     | 19                                     | 20                                     | 21                                     | 22                                     | 23                                     | 24                                     | 25                                     |                                        |
| Positie:                               | 8                                      | 8                                      | 9                                      | 9                                      | 10                                     | 12                                     | 15                                     | 18                                     | 17                                     | 22                                     | 26                                     | 32                                     | uit                                    |

### NederlandseSingle Top 100
| Hitnotering: 23-05-2015 t/m 12-12-2015 | Hitnotering: 23-05-2015 t/m 12-12-2015 | Hitnotering: 23-05-2015 t/m 12-12-2015 | Hitnotering: 23-05-2015 t/m 12-12-2015 | Hitnotering: 23-05-2015 t/m 12-12-2015 | Hitnotering: 23-05-2015 t/m 12-12-2015 | Hitnotering: 23-05-2015 t/m 12-12-2015 | Hitnotering: 23-05-2015 t/m 12-12-2015 | Hitnotering: 23-05-2015 t/m 12-12-2015 | Hitnotering: 23-05-2015 t/m 12-12-2015 | Hitnotering: 23-05-2015 t/m 12-12-2015 | Hitnotering: 23-05-2015 t/m 12-12-2015 | Hitnotering: 23-05-2015 t/m 12-12-2015 | Hitnotering: 23-05-2015 t/m 12-12-2015 | Hitnotering: 23-05-2015 t/m 12-12-2015 | Hitnotering: 23-05-2015 t/m 12-12-2015 | Hitnotering: 23-05-2015 t/m 12-12-2015 |
| Week:                                  | 1                                      | 2                                      | 3                                      | 4                                      | 5                                      | 6                                      | 7                                      | 8                                      | 9                                      | 10                                     | 11                                     | 12                                     | 13                                     | 14                                     | 15                                     | 16                                     |
| -------------------------------------- | -------------------------------------- | -------------------------------------- | -------------------------------------- | -------------------------------------- | -------------------------------------- | -------------------------------------- | -------------------------------------- | -------------------------------------- | -------------------------------------- | -------------------------------------- | -------------------------------------- | -------------------------------------- | -------------------------------------- | -------------------------------------- | -------------------------------------- | -------------------------------------- |
| Positie:                               | 66                                     | 46                                     | 43                                     | 18                                     | 15                                     | 12                                     | 11                                     | 14                                     | 9                                      | 9                                      | 8                                      | 11                                     | 11                                     | 11                                     | 12                                     | 14                                     |
| Week:                                  | 17                                     | 18                                     | 19                                     | 20                                     | 21                                     | 22                                     | 23                                     | 24                                     | 25                                     | 26                                     | 27                                     | 28                                     | 29                                     | 30                                     |                                        |                                        |
| Positie:                               | 13                                     | 11                                     | 13                                     | 15                                     | 19                                     | 20                                     | 29                                     | 33                                     | 36                                     | 42                                     | 59                                     | 71                                     | 83                                     | 92                                     | uit                                    |                                        |

### 3FM Mega Top 50
| Positie: | 40 | 21 | 25 | 19 | 13 | 10 | 7  | 7  | 8  | 7  | 6  | 3  | 8   | 10 |
| Week:    | 15 | 16 | 17 | 18 | 19 | 20 | 21 | 22 | 23 | 24 | 25 | 26 |     |    |
| Positie: | 11 | 10 | 11 | 10 | 11 | 13 | 14 | 16 | 16 | 21 | 41 | 47 | uit |    |

### NPO Radio 2 Top 2000
Ghost Town stond alleen in 2015 in de NPO Radio 2 Top 2000, op plek 1905.